# Pedro García Carrero
Pedro García Carrero (Calahorra, La Rioja, c. 1555 - Madrid, c. 1628) fue un médico español de los siglos xvi y xvii.

## Biografía
Nació en torno a 1555 y era natural de Calahorra, según afirman algunas fuentes y aparece en la portada de sus obras, aunque José Antonio Álvarez Baena y Lope de Vega afirman que era madrileño. Estudió medicina en la Universidad de Alcalá, en la que se graduó de doctor, y después fue examinado por Cristóbal Pérez de Herrera en el protomedicato. También llegó a ser médico de cámara de Felipe III y Felipe IV. Fue profesor de la misma universidad y entre sus discípulos se cuentan Pedro Miguel de Heredia, Cristóbal Núñez, Juan de Villareal, Juan Gutiérrez de Godoy y Francisco Leiva y Aguilar, entre otros.
Falleció, pobre y en una casa de caridad, antes de 1628.

## Obra
Publicó:

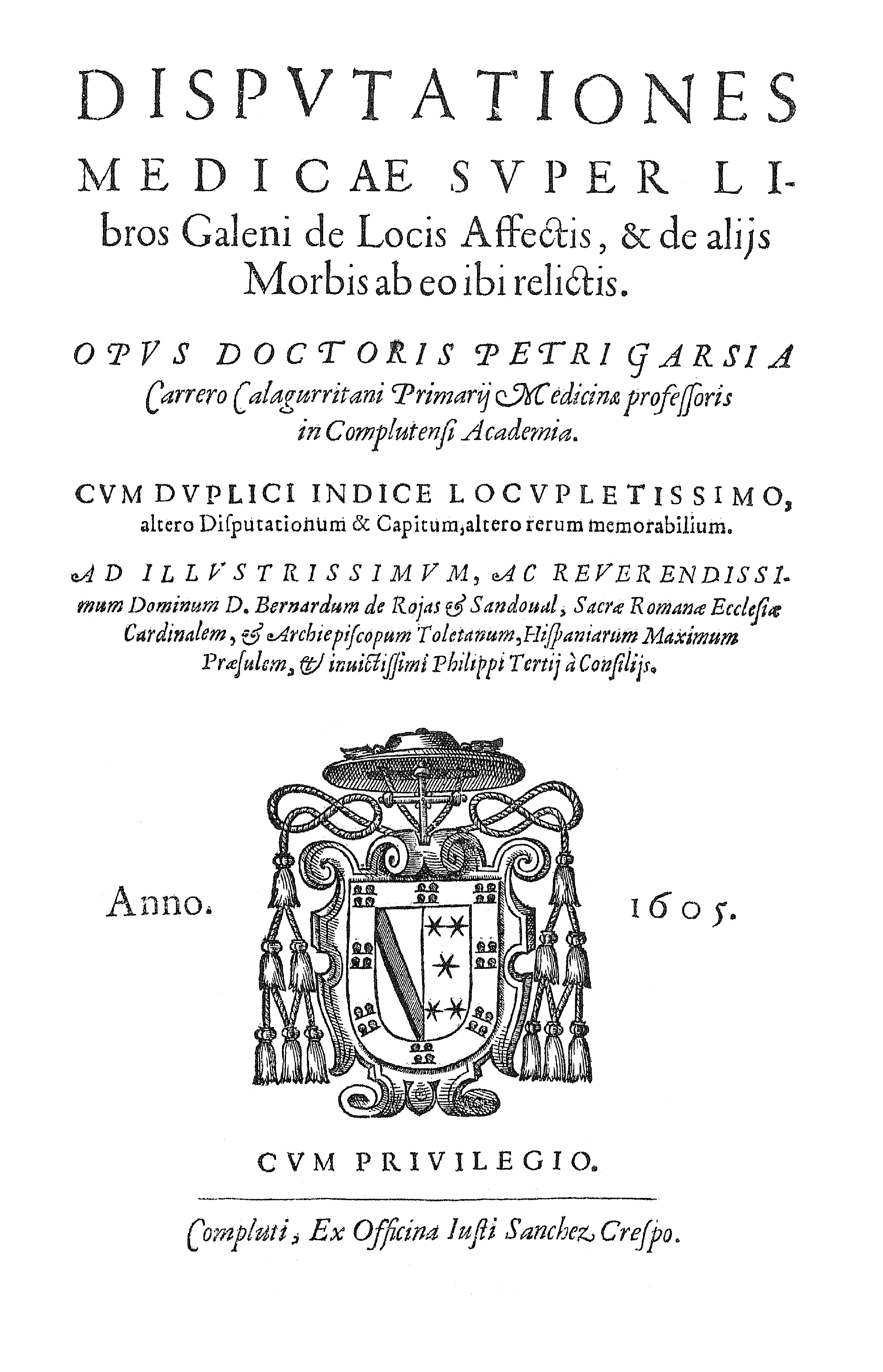
Disputationes medicae super libros Galeni (1605).

- Disputationes medicae super libros Galeni de locis affectis et de aliis morbis ab eo ibi relictis (Alcalá de Henares, 1605), obra dedicada a Bernardo de Sandoval y Rojas, cardenal arzobispo de Toledo, y dividida en 76 disputas.
- Disputationibus medicis et commentariis ad Fen. 1., liber 1. Avicennae, hoc est de febribus (Alcalá de Henares, 1611).
- Disputationibus medicis et commentariis in Fen., liber IV Avicennae: in quibus non solum quae pertinent ad theoricam, sed etiam ad praxim, locupletissime reperiuntur (Burdeos, 1628).[2]